# Missak Manouchian
Missak Manouchian (armeni occidental: Միսաք Մանուշեան)  (Adıyaman, 1 de setembre de 1909 - fortalesa de Mont Valérien, 21 de febrer de 1944) va ser un poeta i resistent comunista armeni. Missak va néixer a Adıyaman, una ciutat de majoria kurda pertanyent al vilayet Mamuret-ul-Aziz. Tota la seva família, que es dedicava a la pagesia, va ser assassinada durant el genocidi armeni de 1915, però el seu germà Karapet i ell van aconseguir sobreviure.
A principis de 1920 va ser acollit en un orfanat a Síria, on també va rebre educació. Va emigrar a França el 1925, i va començar a treballar per Citroën com a torner. El 1927 el seu germà Karapet va morir. Va afiliar-se al partit comunista i va fundar dues revistes literàries, Thanck (Esforç) i Machagouyt (Cultura).
Durant la Segona Guerra Mundial, esdevingué el líder de la secció París del sub-grup de resistència armada FTP-MOI (Francs-tireurs et partisans – main-d'œuvre immigrée), també anomenat Grup Manouchian, considerat com un dels grups més actius de la resistència francesa contra l'ocupació nazi. Va ser capturat pels col·laboracionistes francesos i entregat a la Gestapo, juntament amb vint-i-dos altres membres de l'FTP-MOI, tots estrangers, el novembre de 1943, i va ser afusellat el 21 de febrer de 1944 al Fort Mont-Valérien amb vint-i-un dels detinguts. L'única dona del grup, la romanesa Olga Bancic, moriria setmanes després decapitada.
Els nazis van utilitzar el seu judici i execució per a realitzar una campanya propagandística xenòfoba per tot França, que buscava vincular la resistència francesa amb l'immigració i els jueus (els membres del Group Manouchian eren en bona part jueus), per tal de desacreditar el moviment. Contràriament als seus interessos, Manouchian i els seus companys van esdevenir herois de França. Per aquest motiu, el 2024, el cos de Manouchian fou entrat al Panteó, on fou enterrat al costat de la seva dona, també resistent.
Diversos artistes s'han inspirat en la vida de Missak Manouchian i el Grup Manouchian, creant obres com el poema Strophes pour se souvenir, del poeta Louis Aragon, la cançó L'Affiche rouge, del cantant Léo Ferré o la pel·lícula L'Armée du crime, del cineasta francès d'origen armeni Robert Guédiguian.